# Cérémonie d'ouverture des Jeux olympiques d'été de 2012
La cérémonie d'ouverture des Jeux olympiques d'été de 2012 est la cérémonie d'ouverture par laquelle sont lancés les Jeux olympiques d'été organisés en 2012 à Londres, au Royaume-Uni. Elle débute à 21 heures (heure locale) le vendredi 27 juillet 2012 dans le stade olympique de Londres.
La direction artistique de la cérémonie d'ouverture, s'intitulant The Isles of Wonder (Les Îles aux merveilles), a été confiée à Danny Boyle tandis que le groupe Underworld s'occupe de la direction musicale et le danseur Akram Khan de la partie chorégraphique.

## Contexte
La cérémonie d'ouverture des Jeux olympiques d'été de 2012 se déroule dans le stade olympique de Londres le vendredi 27 juillet 2012, à 21 h heure locale, deux jours après le début de la compétition dont certaines épreuves ont été avancées aux 25 et 26 juillet. Elle est qualifiée d' « extravaganza », de fantaisie très british. Son réalisateur, Danny Boyle, est, entre autres, le metteur en scène de Trainspotting ou de Slumdog Millionaire. Son défi est de se démarquer de la cérémonie d'ouverture des Jeux de Pékin, en 2008, dont le faste et les moyens illimités, sous la direction de Zhang Yimou, avaient été remarqués. Il est assisté de Stephen Daldry, comme directeur artistique, pour « puiser avec humour aux racines de l'identité britannique ». Les organisateurs annoncent qu'environ un milliard de téléspectateurs (l'audience totale sera finalement de 500 millions de téléspectateurs, le Comité international surestimant les chiffres en choisissant l'audience cumulée à l'audience moyenne) ainsi que plus de 80 000 spectateurs — dont 120 chefs d'État et de gouvernement — assisteront au spectacle de plus de trois heures auquel participent quelque 10 000 figurants. 23 000 costumes sont utilisés pour cette cérémonie dont le coût est évalué à 34,5 millions d'euros.

## Déroulement de la cérémonie

### Prologue
Le matin même de la cérémonie, à 8 h 12, le carillon de Big Ben de même que de nombreuses cloches du royaume, incluant celles des parlements du Pays de Galles, d'Irlande du nord et d'Écosse, ainsi que les sirènes de bâtiments de la Royal Navy retentissent pour marquer l'ouverture des Jeux olympiques. Cette idée vient de l'artiste et musicien Martin Creed qui a appelé cette œuvre collective « Toutes les cloches » ou « Work No. 1197 ». C'est la première fois depuis la mort de George VI, en 1952, que la cloche du parlement de Westminster résonne en dehors de son horaire habituel, en tintant 40 fois durant trois minutes.
Moins d'une heure avant le début officiel de la cérémonie, à 20 h 12 très exactement, représentant de manière symbolique l'année 2012, la patrouille acrobatique de la Royal Air Force, les Red Arrows, réalise un survol du stade olympique, laissant des traînées rouges, blanches et bleues, aux couleurs du drapeau britannique.

### Première partie

#### Green & Pleasant Land

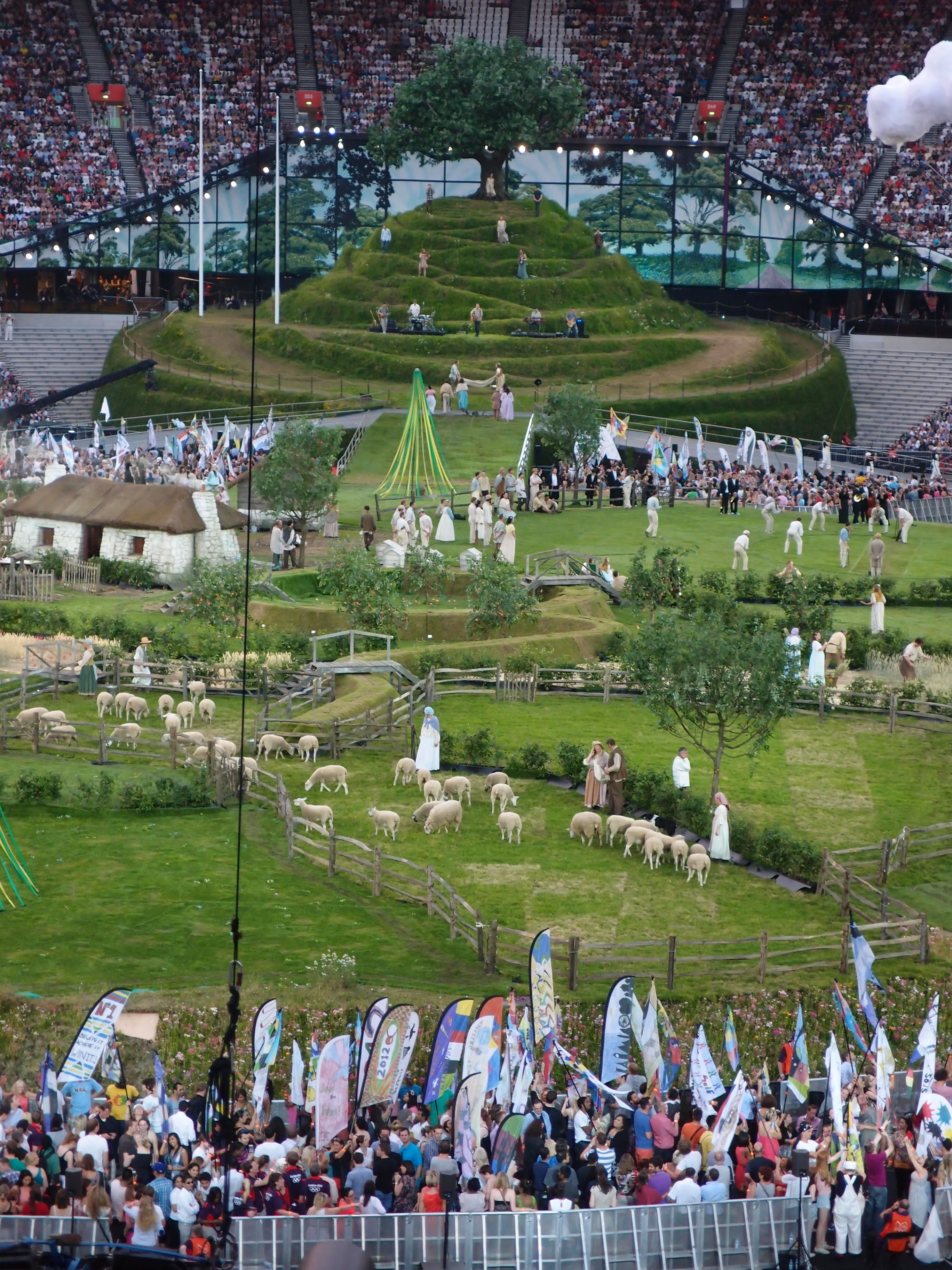
Paysage bucolique du premier tableau.

Un paysage bucolique représentant la campagne « verte et plaisante » de la vieille Grande-Bretagne se met en place au centre du stade recouvert de 7 346 m2 de gazon : des villageois jouent au cricket, des paysans conduisent quarante moutons, douze chevaux, trois vaches, deux chèvres, dix poules, dix canards, neuf oies et trois chiens de bergers, et des enfants dansent autour de quatre mâts de cocagne.
Un court-métrage de deux minutes, intitulé « The Isles of Wonder », est diffusé, sur une bande musicale comprenant des extraits de thèmes typiquement britanniques, de génériques de télévision à des groupes punks comme The Clash ou Sex Pistols, en passant par des classiques d'Elgar ou Haendel. Le film suit le cours de la Tamise, depuis sa source au Gloucestershire jusqu'au cœur de Londres, traversant les collines des Cotswolds, survolant la Battersea Power Station (une ancienne centrale électrique au charbon), le Parlement, The London Eye ou Tower Bridge, croisant les personnages Rat et Taupe du conte Le Vent dans les saules ou l'un des symboliques cochons de Pink Floyd flottant dans les airs, entrecoupé de furtives images de champions olympiques britanniques. Puis l'on s'enfonce vers le métro londonien d'hier et d'aujourd'hui. Des affiches des précédentes olympiades concluent la séquence.
Après un décompte, Bradley Wiggins, vainqueur britannique du Tour de France 2012, fait son apparition sur la scène et fait résonner une énorme cloche de 23 tonnes, fabriquée spécialement à l'occasion de ces Jeux olympiques dans la fonderie de cloches de Whitechapel, créée en 1570 et qui est aussi à l'origine de cloches comme Liberty Bell et Big Ben.
Alors que le village continue de s'animer, un chœur d'enfants reprend les hymnes des quatre nations composant le Royaume-Uni : du stade s'élève Jerusalem, pour l'Angleterre, Londonderry Air est filmé depuis la Chaussée des Géants, en Irlande du Nord, Cwm Rhondda, depuis la plage de Rhossili (pays de Galles) et Flower of Scotland est enregistré au château d'Édimbourg (Écosse). On aperçoit en même temps des extraits mémorables du rugby, où apparaît en particulier Jonny Wilkinson.
Un omnibus XIXe siècle de la London General Omnibus Company fait son entrée, suivi d'un groupe d'hommes en redingote victorienne et haut-de-forme. L'acteur-réalisateur Kenneth Branagh en descend en costume d'Isambard Kingdom Brunel et déclame, d'un versant de la reconstitution de Glastonbury Tor, une réplique de Caliban extraite de La Tempête, œuvre de William Shakespeare,.

#### Pandemonium

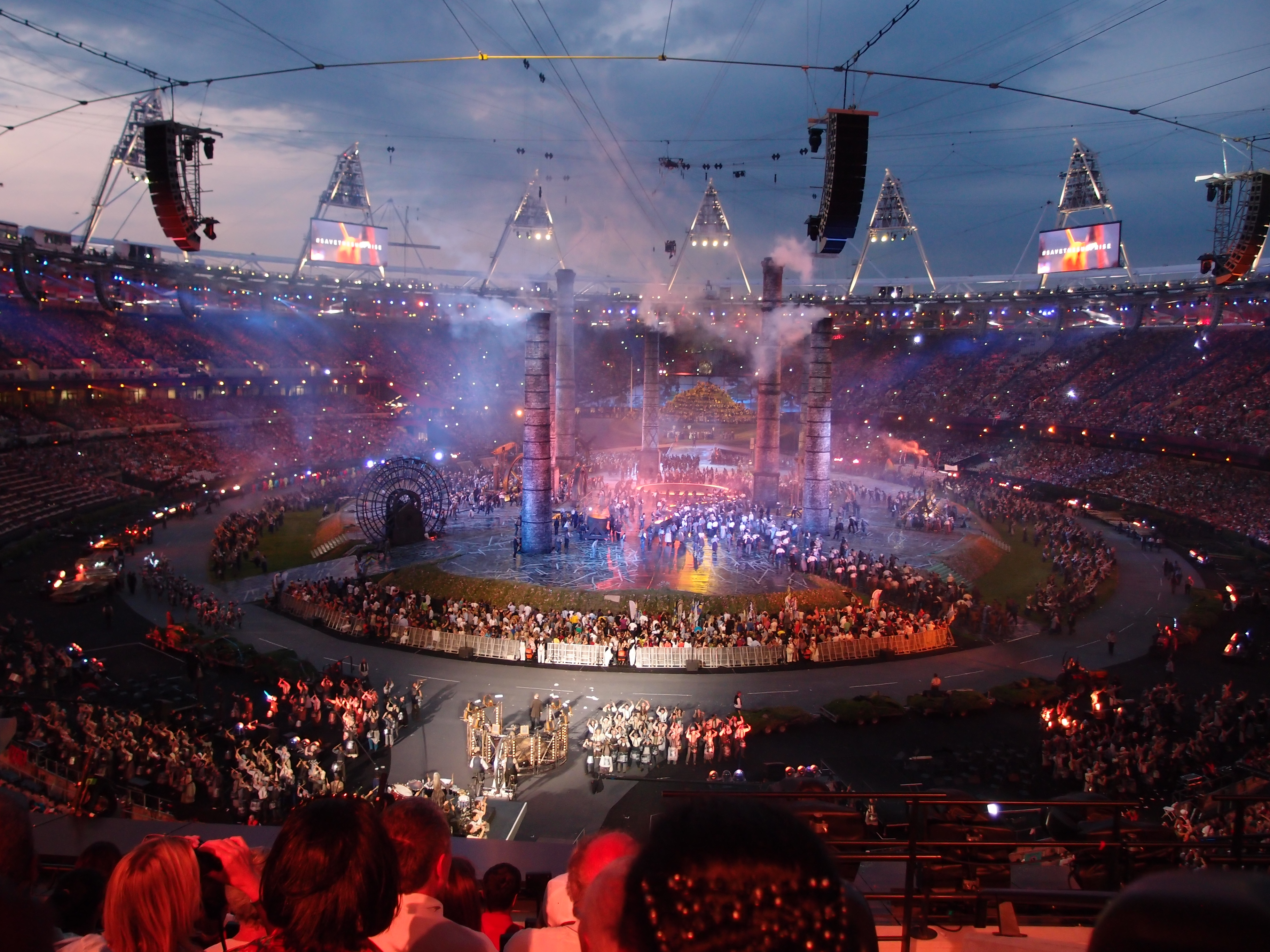
Tableau de la révolution industrielle lors de la cérémonie d'ouverture.

Au son de And I Will Kiss, interprété par Evelyn Glennie et 1 000 autres percussionnistes, la campagne anglaise laisse ensuite place à un second tableau, baptisé Pandemonium : autour d'ouvriers, mineurs et capitalistes en costume et chapeau haut de forme, des cheminées sortent de terre, symbolisant la révolution industrielle. Un hommage particulier est rendu aux suffragettes, aux Pearly Kings and Queens (en) de Londres et aux premiers immigrés Caribéens arrivant sur leur bateau le MV Empire Windrush tandis que le jour du Souvenir est symbolisé par le coquelicot. Le tableau se clôt par les cinq anneaux olympiques en fer forgé dans le ciel du stade.

### Arrivée de la Reine
La cérémonie est entrecoupée par un petit film, intitulé Happy and Glorious en référence aux paroles de l'hymne God Save the Queen, dans lequel James Bond, incarné par Daniel Craig, est convoqué par la reine Élisabeth II à Buckingham Palace. Arrivé à bord d'un cab noir londonien et introduit par un majordome, il doit patienter, au grand amusement des célèbres chiens royaux de race corgi, la Reine étant occupée à sa correspondance. Puis il escorte Sa Majesté dans un hélicoptère au-dessus de Londres qui passe aussi sous Tower Bridge, tandis que la statue de Winston Churchill s'anime et salue au passage de l'appareil. À la fin du film, l'agent secret et Sa Majesté semblent sauter de l'hélicoptère au-dessus du Stade olympique, saut en parachute réalisé en fait par deux base jumpers (Gary Connery, dans le rôle de la reine, et Mark Sutton, dans celui  de James Bond) équipés d'un parachute aux couleurs de l'Union Jack, au son de la célèbre musique de James Bond. Après la projection du film, le duc d'Édimbourg et la Reine apparaissent en tribune accompagnés par le président du CIO, Jacques Rogge, Élisabeth II portant une robe de couleur saumon. L'Union Flag est alors hissé par des représentants des British Armed Forces tandis que le God Save the Queen est chanté a cappella par le chœur des enfants sourds et mal entendants de Kaos en pyjama.
Il s'agit de la toute première apparition de la Reine dans un film de fiction, qui a rapidement accepté de se prêter au jeu que lui proposait le réalisateur Danny Boyle. Ce court-métrage a été tourné en mars et avril 2012 dans la Grande entrée, la Galerie Est, le Salon d'audience et la West Terrace du palais. Une seule prise a été nécessaire.

### Deuxième partie
Un tableau rend hommage au National Health Service (NHS) : sur le thème introductif de Tubular Bells joué sur scène par Mike Oldfield, des lits d'hôpitaux illuminés en blanc sont disposés pour former le logo de l'hôpital pour enfants Great Ormond Street Hospital (un visage d'enfant qui pleure une larme et sourit en même temps) et son acronyme GOSH (qui est aussi une interjection argotique signifiant Mon Dieu). Les lits se transforment ensuite dans les initiales NHS, puis un croissant de lune. Des infirmières et médecins du service de santé publique s'occupent de leurs jeunes patients, certains lits de ces enfants fonctionnant comme trampolines. Après une séquence de danse réalisée par 600 danseurs appartenant au personnel de santé britannique, sur un extrait de Peter Pan lu par J. K. Rowling, les enfants malades affrontent les démons de la littérature anglaise, tel Cruella d'Enfer, Lord Voldemort, la Reine de cœur (Les Aventures d'Alice au pays des merveilles) ou le Capitaine Crochet. Des dizaines de Mary Poppins, descendues du ciel grâce à leur parapluie, font fuir ces créatures de l'ombre. Les enfants sautent de joie sur l'air musical de In Dulci Jubilo. Le tableau se termine par un immense nouveau-né dans un lit qui évoque l'échographie inventée par les Britanniques.
Alors que le London Symphony Orchestra dirigé par Simon Rattle joue la musique des Chariots de feu de Vangelis, Rowan Atkinson, dans sa composition de Mr Bean, accompagne dans un registre comique l'orchestre, répétant une note unique au synthétiseur. Il apparaît également dans un extrait monté du film Les Chariots de feu au cours duquel il emprunte une voiture pour battre les coureurs dans la célèbre course sur la plage tournée à St Andrews.
La deuxième partie se termine par un hommage à la culture populaire britannique : séries télévisées (EastEnders, Mr Bean), pop et rock (Enola Gay, My Generation, etc.). Tim Berners-Lee, inventeur du Web apparaît, tweetant sur un clavier d'ordinateur « This is for everyone » (C'est destiné à tout le monde). Avant le défilé des nations, la cérémonie fait une pause, érigeant un « mur de la mémoire » pour les victimes des attentats du 7 juillet 2005 à Londres tandis qu'Emeli Sandé interprète l'hymne chrétien Abide with me.

### Défilé des nations
Lors du défilé des nations, la délégation japonaise, après avoir fait son entrée, a été conduite par erreur à l'extérieur du stade et n'a plus été autorisée à entrer à nouveau, manquant ainsi la fin de la cérémonie d'ouverture.
Le défilé de la délégation indienne a, quant à lui, été perturbé par la présence très remarquée d'une intruse aux côtés du porte-drapeau.
À la fin du défilé des nations, le groupe Arctic Monkeys interprète I Bet You Look Good On The Dancefloor suivi d'une reprise de Come Together des Beatles. Sebastian Coe, président du Comité d'organisation olympique et paralympique, puis Jacques Rogge, président du Comité international olympique, donnent leur discours d'accueil. La reine Élisabeth II déclare alors l'ouverture des Jeux olympiques. Le drapeau olympique est ensuite apporté par Doreen Lawrence, Haile Gebrselassie, Sally Becker, Ban Ki-moon, Leymah Gbowee, Shami Chakrabarti, Daniel Barenboim, Marina Silva et réceptionné par Mohamed Ali.

### Allumage de la flamme
David Beckham, après avoir piloté un hors-bord sur la Tamise avec à son bord la flamme olympique tenue par la footballeuse Jade Bailey (en), l'apporte à Steve Redgrave accompagné par 260 médaillés olympiques depuis 1948 qui, tel un passage de relais, la transmettent à sept jeunes sportifs (Callum Airlie, Jordan Duckitt, Desiree Henry, Katie Kirk, Cameron MacRitchie, Aidan Reynolds et Adelle Tracey). Ces futurs espoirs du sport munis de leurs torches ont allumé la vasque olympique du stade (chaudron original constitué de 205 pétales de cuivre, comme le nombre de nations représentées, qui se sont élevés pour se refermer et former le calice d'une fleur) avant que Paul McCartney ne chante un extrait de The End et Hey Jude pour clore la cérémonie d'ouverture.

## Programmation musicale
La direction musicale est assurée par le groupe de musique électronique Underworld, qui a sélectionné plus de 80 titres du répertoire britannique mais a composé pour la cérémonie certains morceaux comme And I Will Kiss, interprété par Evelyn Glennie, et Caliban's Dream, lors de l'allumage de la flamme,,. La bande originale est disponible à la vente sur un double CD comprenant 14 et 22 titres à compter du 6 août 2012.

### Premier medley
- Eton Boating Song, Captain Algernon Drummond et William Johnson Cory
- Land of Hope and Glory, Edward Elgar et AC Benson
- Going Underground, The Jam
- Map of the Problematique, Muse
- carillons de Big Ben
- God Save the Queen, Sex Pistols
- London Calling, The Clash
- EastEnders Theme, Simon May
- The Shipping Forecast
- Jerusalem, Sir Hubert Parry et William Blake
- Nimrod, Edward Elgar
- Arrival of the Queen of Sheba, Georg Friedrich Haendel
- Dambusters March, Eric Coates
- Music for the Royal Fireworks, Georg Friedrich Haendel
- James Bond Theme, Monty Norman
- Tubular Bells, Mike Oldfield
- In Dulci Jubilo, Mike Oldfield
- Chariots of Fire, Vangelis
- BBC News 1954
- The Archers Theme, Arthur Wood
- Black and White Rag, Winifred Atwell

### Deuxième medley
- Push the Button, Sugababes
- Enola Gay, Orchestral Manoeuvres in the Dark
- The Stripper, David Rose
- Food Glorious Food, Lionel Bart
- Bedknobs and Broomsticks, Irwin Kostal, Richard Sherman et Robert Sherman
- When I Was a Youngster, Rizzle Kicks
- Wonderful Tonight, Eric Clapton
- Gregorys Girl Theme, Colin Tully
- City Lights, William Pitt
- My Generation, The Who
- Satisfaction, The Rolling Stones
- My Boy Lollipop, Millie Small
- All Day and All of the Night, The Kinks
- She Loves You, The Beatles
- Tiger Feet, Mud
- Trampled Under Foot, Led Zeppelin
- A Message to You Rudy, The Specials
- Starman, David Bowie
- Bohemian Rhapsody, Queen → Durant l'extrait, le bruit du TARDIS retentit, clin d'œil à la série télévisée Doctor Who
- Pretty Vacant, Sex Pistols
- The Reflex, Duran Duran
- Blue Monday, New Order

### Troisième medley
- Relax, Frankie Goes to Hollywood
- Back to Life, Soul II Soul
- Step On, Happy Mondays
- Sweet Dreams (Are Made of This), Eurythmics
- Bitter Sweet Symphony, The Verve
- Firestarter, Prodigy
- Born Slippy, Underworld
- Im Forever Blowing Bubbles, Jaan Kenbrovin, John William Kellette
- Song 2, Blur
- Bonkers, Dizzee Rascal
- Nacnha Onda Nei, Tigerstyle
- I Bet You Look Good on the Dancefloor, Arctic Monkeys
- Valerie, Mark Ronson et Amy Winehouse
- Creep, Radiohead
- Uprising, Muse
- Random Antics, Kano et Mikey J
- Pass Out, Tinie Tempah
- Paper Planes, M.I.A.
- Viva La Vida, Coldplay
- Galvanize, The Chemical Brothers

### Quatrième medley
- Take Me Out, Franz Ferdinand
- I Predict a Riot, Kaiser Chiefs
- Shake a Leg, Roll Deep
- Rolling in the Deep, Adele
- The Hindu Times, Oasis
- Wonderwall, Oasis
- I Heard Wonders, David Holmes
- Heaven, Emeli Sandé
- Abide With Me, William Monk et Henry Francis
- Eclipse, Pink Floyd
- The End, The Beatles
- Hey Jude, The Beatles

Les morceaux suivants étaient prévus au programme de la cérémonie, mais ont été écartés en raison du retard pris par le défilé des athlètes :
- Heroes, David Bowie
- Coronation Street Theme, Eric Spear
- Doctor Who Theme, Ron Grainer
- Monty Python Theme/The Liberty Bell, John Philip Sousa
- Absolute Beginners, David Bowie

## Chefs d'État et de gouvernement présents
- Allemagne : Joachim Gauck, président fédéral
- Belgique : Elio Di Rupo, Premier ministre
- Danemark : Margrethe II, reine de Danemark
- France : Jean-Marc Ayrault, Premier ministre
- Gabon : Ali Bongo, président de la République
- Grande-Bretagne :
  - Élisabeth II, reine du Royaume-Uni
  - David Cameron, Premier ministre du Royaume-Uni
- Jamaïque : Portia Simpson-Miller, Première ministre
- Japon : Yoshihiko Noda, Premier ministre
- Kosovo : Hashim Thaçi, Premier ministre
- Monaco : Albert II, prince souverain
- Portugal : Aníbal Cavaco Silva, président de la République
- Russie : Dimitri Medvedev, Premier ministre
- Swaziland : Mswati III, roi du Swaziland
- Tunisie : Moncef Marzouki, président de la République
- Turquie : Recep Tayyip Erdoğan, Premier ministre

## Autres personnalités présentes

### Membres de la famille royale britannique
- Le duc d'Édimbourg
- Le prince de Galles et la duchesse de Cornouailles
- Le duc et la duchesse de Cambridge
- Le prince Henry de Galles
- Le duc d'York
- Les princesses Beatrice et Eugenie d'York
- Le comte et la comtesse de Wessex
- La princesse royale

### Autres dignitaires
- Belgique : le prince héritier Philippe et son épouse, la princesse Mathilde
- Danemark : Henri de Laborde de Monpezat, prince consort
- Grande-Bretagne : Boris Johnson, maire de Londres
- Espagne : Sophie de Grèce, reine d'Espagne
- États-Unis : Michelle Obama, Première dame
- France : Brigitte Ayrault, épouse du Premier ministre
- Monaco : Charlene Wittstock, princesse consort
- Pays-Bas : le prince héritier Willem-Alexander et son épouse, la princesse Máxima

### Personnalités du monde du sport
- Jacques Rogge, président du Comité international olympique
- Lewis Hamilton, pilote britannique de formule 1
- Mohamed Ali, boxeur américain
- Hicham El Guerrouj, athlète marocain

### Personnalités du monde des arts
- Rowan Atkinson, comique interprétant notamment Mr Bean, qui ici, fait un sketch d'environ 5 minutes.